# Ульзана (фільм)
«Ульзана» (нім. Ulzana) — німецький художній фільм-вестерн, знятий в 1974 році режисером Готтфрідом Колдітцем, продовження фільму «Апачі».

## Сюжет
Кінець сорокових років XIX століття, Аризона. Внаслідок Американо-мексиканської війни США отримали значні території. Частина земель була надана індіанцям-апачам. Індіанці племені мімбреньйо стали хліборобами, побудували зрошувальну споруду і святкують своє перше свято урожаю. Урожай вродив багатий, і індіанці збираються продати надлишки. Генерал Крук, якого індіанці називають Сірим Вовком, обіцяє скупити надлишки. Але це загрожує великими збитками білошкірим комерсантам. Вони переходять у наступ. Залучивши на свій бік продажного капітана Бартона, вони підривають зрошувальну споруду. Вождь Ульзана поранений, білі вважають його загиблим та намагаються загнати індіанців мімбреньйо в резервацію. Індіанці тікають у Мексику, у гори Сьєрра-Мадре, але дружина Ульзани Леона потрапляє до рук ворогів. Вождь Ульзана стає на захист свого народу і в нерівній сутичці перемагає ворогів, назавжди втрачаючи при цьому свою кохану.

## В ролях
- Гойко Мітіч — Ульзана
- Рената Блюме — Леона
- Коля Рауту — Нана
- Альфред Струве — Олдрінґтон
- Гоппе Рольф — капітан Бартон
- Амза Пелля — генерал Крук
- Фред Дельмаре — Боб Трібулетт
- Ґерхард Рахольд — репортер «Tucson Evening Star»